# کلادیو کورتی (دوچرخه‌سوار)
کلادیو کورتی (ایتالیایی: Claudio Corti؛ زادهٔ ۱ مارس ۱۹۵۵) دوچرخه‌سوار اهل ایتالیا است. وی در مسابقات تور دو فرانس و جیرو دیتالیا شرکت کرده است.